# Józef Judycki
Józef Judycki (mort 1797) était un noble de la république des Deux Nations, grand intendant de Lituanie (oboźny wielki litewski) en 1774, grand garde de Lituanie (strażnik wielki litewski) en 1776, maréchal du Tribunal de Lituanie en 1777. Il fut également commandant de l'armée lituanienne pendant la guerre russo-polonaise de 1792.

## Biographie
Il se révèle un piètre commandant à la bataille de Mir en juin 1792 où son armée est vaincue malgré son avantage numérique. Il est ensuite relevé de son commandement.